# Lambda Aquarii
Hydor eller Lambda Aquarii (λ Aquarii, förkortat Lambda Aqr, λ Aqr) som är stjärnans Bayerbeteckning, är en ensam stjärna belägen i den mellersta delen av stjärnbilden Vattumannen. Den har en skenbar magnitud på 3,72 och är synlig för blotta ögat där ljusföroreningar ej förekommer. Baserat på parallaxmätning inom Hipparcosuppdraget på ca 8,5 mas, beräknas den befinna sig på ett avstånd på ca 390 ljusår (ca 118 parsek) från solen.

## Nomenklatur
Lambda Aquarii har det traditionella namnet Hydor som kommer från det grekiska Ὕδωρ, vilket betyder "vatten", ett namn som givits av Proklos, enligt Richard Hinckley Allen.

## Egenskaper
Lambda Aquarii är en orange till röd jättestjärna av spektralklass M2.5 IIIa Fe-1,, som ligger på den asymptotiska jättegrenen och genererar energi genom kärnfusion av väte och helium i koncentriska skal som omger en inert kärna av kol och syre. Den har en massa som är ca 3,6 gånger större än solens massa, en radie som är ca 47 gånger större än solens och utsänder från dess fotosfär ca 2 200 gånger mera energi än solen vid en effektiv temperatur av ca 3 800 K.
Lambda Aquarii klassificeras som en långsam irreguljär variabel med ljusvariationer i perioder på 24,5, 32,0 och 49,5 dygn.